# سیارک ۱۸۱۱۳
سیارک ۱۸۱۱۳ (به انگلیسی: 18113 Bibring، نامگذاری:2000NC19) هجده هزار و صد و سیزدهمین سیارک کشف شده‌است که در ۵ ژوئیه ۲۰۰۰ کشف شد.
قدر مطلق سیارک برابر ۱۷.۸ است.